# Opération Big Switch

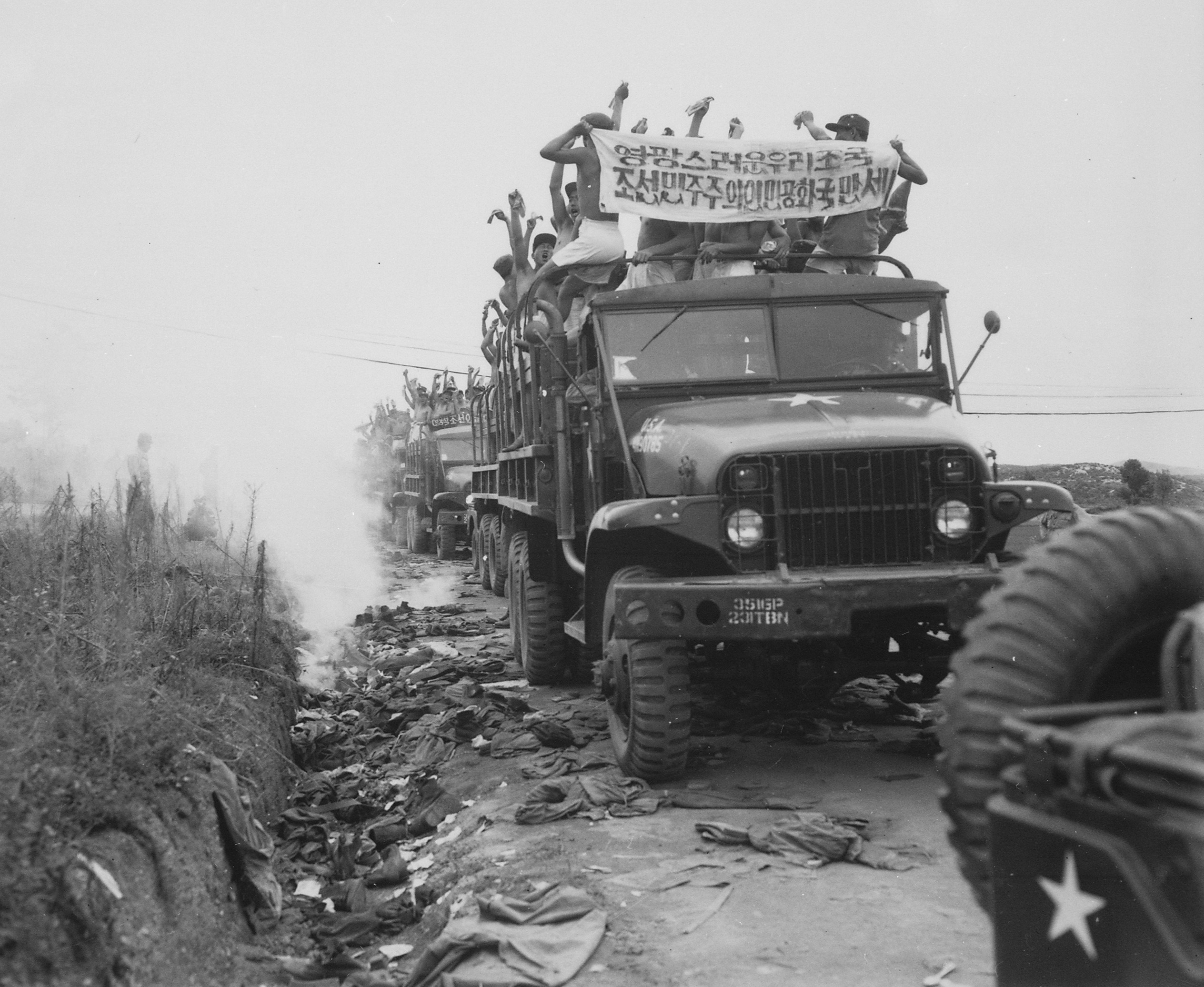
Des prisonniers de guerre nord-coréens sur des camions de l'US Army pendant l'opération Big Switch. Les prisonniers avaient déchiré leurs vêtements et les avaient dispersés le long de la route. Certains étaient en flammes.

L'opération Big Switch (en anglais : « Operation Big Switch ») était le nom donné à une mission de rapatriement de tous les prisonniers restants de la guerre de Corée. Des cessez-le-feu étaient en discussion depuis 1951 entre les forces communistes et les Nations unies, l'une des principales pierres d'achoppement étant l'insistance des Communistes de voir tous les prisonniers de guerre retourner dans leur pays d'origine, les Nations unies insistant de leur part sur le fait que les prisonniers voulant rester de leur côté seraient autorisés à le faire.
Après d'âpres discussions s'étalant sur une durée de deux ans, les Chinois et les Nord-Coréens finirent par céder sur ce point, et l'Armistice de Panmunjeom, mettant un terme au conflit entre les deux Corées, fut signé le 27 juillet 1953.

## Détails de l'opération

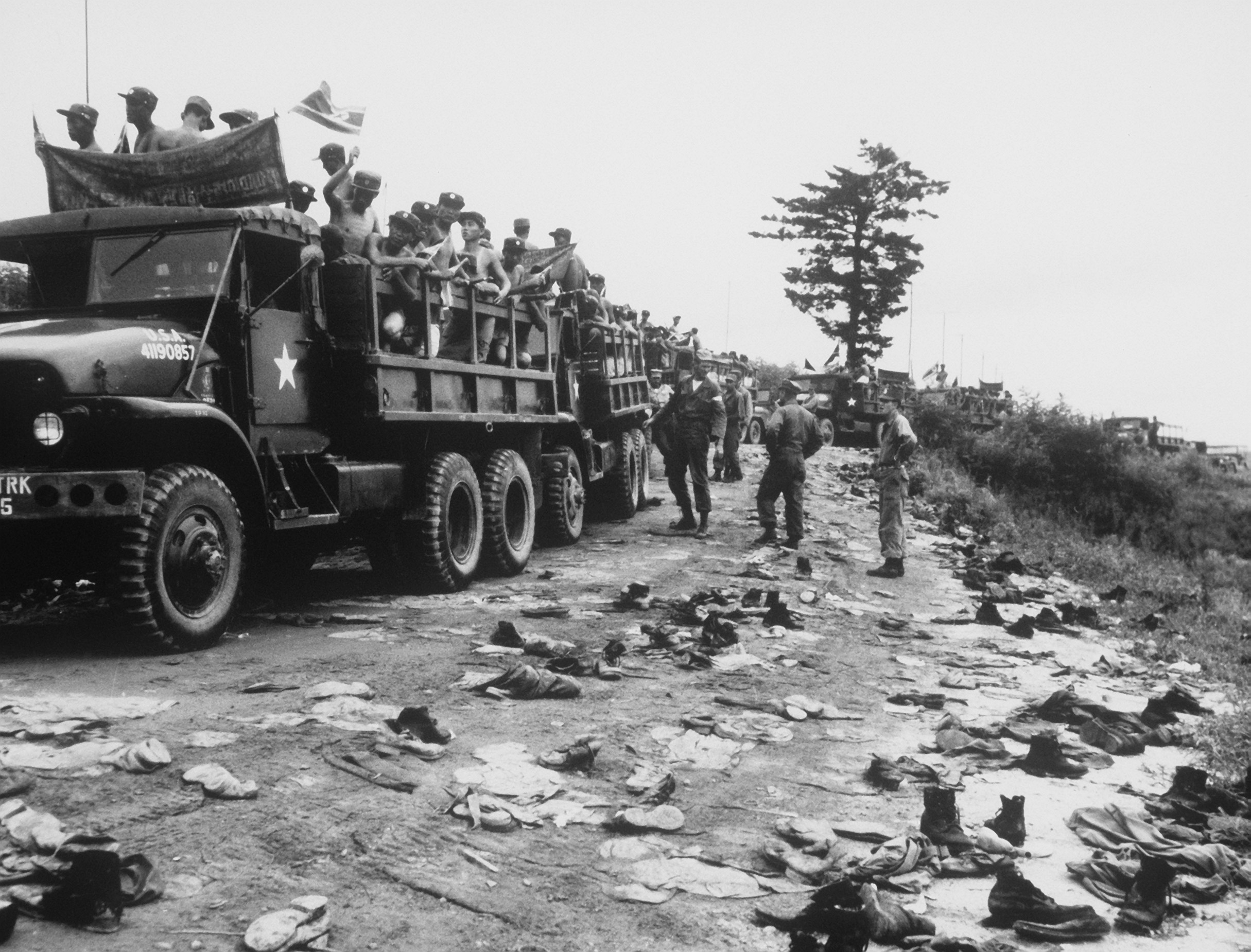
Convoi de prisonniers nord-coréens en direction du centre de Panmunjeom d'où ils furent rapatriés.

L'opération Big Switch débuta en août 1953 et dura jusqu'au mois de décembre de la même année. 75 823 prisonniers communistes (70 183 Nord-coréens et 5 640 Chinois) furent renvoyés chez eux. Plus de 22 600 soldats communistes refusèrent de retourner dans leur pays, la majorité étant des soldats de l'ancienne République de Chine (Dont le gouvernement s'était réfugié à Taïwan depuis 1949) qui s'étaient battus contre les Communistes pendant la guerre civile chinoise et avaient été « pressés » dans des unités étrangères de l'armée des volontaires du peuple chinois après leur défaite.
Les Communistes rapatrièrent 12 773 prisonniers de guerre du Commandement des Nations unies en Corée (United Nations Command, UNC) : 7 862 Sud-coréens, 3 597 Américains, 945 Britanniques, 229 Turcs, 40 Philippins, 30 Canadiens, 22 Colombiens, 21 Australiens, douze Français, huit Sud-Africains, deux Grecs, deux Néerlandais, un Belge, un Néo-zélandais et un Japonais. À la grande surprise des forces des Nations unies, 23 Américains et un Britannique, ainsi que 333 soldats sud-coréens des Nations unies, refusèrent leur rapatriement.
Les soldats qui avaient refusé leur rapatriement se virent attribués un délai de réflexion de 90 jours pour changer d'avis. Ce délai permit à 137 soldats chinois de finalement retourner chez eux. Deux Américains et huit Sud-coréens firent de même et retournèrent à l'UNC. À l'issue de ce délai de réflexion, on dénombrait 325 Coréens, 21 Américains et un Britannique qui avaient volontairement décidé de rester du côté des Communistes, et plus de 22 000 soldats communistes qui avaient décidé de rester sous la sphère d'influence occidentale,.

## OpérationLittle Switch
L'opération Little Switch était un échange de prisonniers blessés et malades pendant la guerre de Corée en avril et mai 1953. Les Nations unies relâchèrent 6 670 prisonniers chinois et nord-coréens soit 1 030 Chinois et 5 194 Coréens ainsi que 446 internés civils, et les forces communistes relâchèrent 684 prisonniers de la coalition des Nations unies (incluant 149 Américains).